# 佐治·哥斯達
佐治·哥斯達（Jorge Costa ，1971年10月14日—2025年8月5日），是一名葡萄牙足球員，司職後衛，退役後轉任領隊。佐治·哥斯達球員時代長期效力波圖，8次取得聯賽冠軍。2004年以隊長身份帶領波圖取得歐冠盃冠軍。
2006年退役後，曾執教多支球隊。2024年回到母會，出任波圖足球總監。2025年8月5日，他因心臟病去世。

## 榮譽

### 球員時代
波圖
- 葡萄牙足球超级联赛: 1992–93, 1994–95, 1995–96, 1996–97, 1997–98, 1998–99, 2002–03, 2003–04[6]
- 葡萄牙盃: 1993–94, 1997–98, 1999–2000, 2000–01, 2002–03[6]
- 葡萄牙超級盃: 1994, 1996, 1998, 1999, 2001[6]
- 欧洲冠军联赛: 2003–04[7]
- 欧足联欧洲联赛: 2002–03[7]
- 洲際盃: 2004[7]

葡萄牙
- 國際足協U-20世界盃: 1991[8]

個人
- 葡萄牙金球獎: 2000[9]

### 主教練時代
奧漢倫斯
- 葡萄牙足球甲级联赛: 2008–09[10]

CFR克卢日
- 羅馬尼亞足球甲級聯賽: 2011–12[11]